# Roberto Maria Radice
Roberto Maria Radice (Milano, 14 luglio 1938 – Milano, 7 gennaio 2012) è stato un imprenditore e politico italiano.

## Biografia
Laureato in giurisprudenza all'università statale di Milano, aderente a Forza Italia, alle elezioni del 1994 è eletto senatore per il collegio della Brianza e poi viene nominato Ministro dei lavori pubblici nel Governo Berlusconi I.
Con la successiva tornata elettorale del 1996 Radice viene eletto alla Camera dei deputati.
Nel 2002 è stato candidato sindaco a Monza per la coalizione di Centro-Destra. Concluse il primo turno in vantaggio, con il 46,5% delle preferenze, contro il 34,9% del candidato di centro-sinistra, Michele Faglia. Al ballottaggio perse con il 46,6% dei voti contro il 53,4% di Faglia.
Fu il primo firmatario della proposta per la istituzione della provincia di Monza e Brianza e promosse nel 1994 il condono edilizio.

## Attività professionale
Era proprietario della Sessa Marine, azienda produttrice di barche da diporto ed è stato Presidente Nazionale della Confapi dopo essere stato Presidente di Api Milano.
Dal 2005 al 2008 è stato presidente della Consip, la centrale acquisti dello Stato.
È morto nel 2012 dopo una lunga malattia.

## Vita privata
Era sposato con Maria Raffaella Braga. Tre i figli.